# الک ناستاک
الک ناستاک (انگلیسی: Alec Năstac؛ زادهٔ ۲ april ۱۹۴۹ (۷۵ سال)) ورزشکار بوکس اهل رومانی است.
وی در مسابقات کشوری و بین‌المللی در مجموع برندهٔ ۷ مدال طلا، ۵ مدال نقره، ۱ مدال برنز شده‌است.